# Benik Afobe
Benik Tunani Afobe (* 12. Februar 1993 in Leyton, London) ist ein kongolesisch-englischer Fußballspieler, der zuletzt beim FC Millwall unter Vertrag stand.

## Karriere

### Verein
Benik Afobe kam im Alter von sechs Jahren in die Jugendakademie des FC Arsenal; zuvor wurde er bei einem Ortsverein von Scouts entdeckt. In der Saison 2007/08 erzielte er vierzig Tore für die U-16, 2008/09 traf er in dreizehn Spielen elf Mal und 2009/10 schoss er für die U-18 21 Tore in 24 Spielen. In dieser Saison wurde er zum Spieler des Jahres gewählt. Im Februar 2010 unterschrieb er seinen ersten Profivertrag für Arsenal, nachdem er auch vom FC Barcelona beobachtet wurde.
Am 20. November 2010 wurde er für zwei Monate an Huddersfield Town in die Football League One ausgeliehen. Er debütierte noch am selben Abend beim 2:0-Sieg über Sheffield Wednesday. Nach dem Spiel bekam er großes Lob von seinem Trainer und langjährigem Newcastle-United-Spieler Lee Clark. Seine ersten beiden Tore erzielte er in der Football League Trophy beim 5:2-Sieg über Rotherham United. Nachdem die Leihperiode am 4. Januar zu Ende war, kehrte er am 28. Januar bis zum Saisonende wieder zu Huddersfield Town zurück. Durch die schwere Verletzung von Anthony Pilkington bekam er in der Rückrunde dauerhaft einen Stammplatz und wurde viermal zum „Man of the Match“ gewählt. Trotz Afobe's guten Leistungen, in 28 Ligaspielen erzielte er fünf Treffer, schaffte es Huddersfield in den Playoffs nicht, sich für die neue Saison in der Football League Championship zu qualifizieren.
Am Ende der Saison kehrte er nach London zurück.
Bei der Saisonvorbereitung 2011/12 hinterließ er beim Emirates Cup einen guten Eindruck, als er beim Spiel gegen die New York Red Bulls in der 7. Minute für Jack Wilshere aufgrund einer Verletzung eingewechselt wurde, musste aber in der 74. Minute ebenfalls verletzt wieder raus.
Am 22. März 2012 wurde Afobe für die restliche Saison an den FC Reading verliehen, wo er allerdings nur zu drei Ligaeinsätzen kam.  Am 3. August wechselte er zunächst für ein Jahr auf Leihbasis zu den Bolton Wanderers. Schon einen Tag später kam er in einem Freundschaftsspiel gegen den FC Portsmouth zu seinem Debüt im Trikot der Trotters. Einige Tage später erzielte er beim 3:1-Testspielsieg über die Tranmere Rovers alle drei Tore für Bolton. Nachdem er in seinem ersten Ligaspiel gegen den FC Burnley in der zweiten Halbzeit für Kevin Davies eingewechselt wurde und zwei weitere Einsätze durch eine Einwechslung hatte, absolvierte er im League Cup gegen Crawley Town sein Debüt in der Startelf, wo er die zwischenzeitliche 1:0-Führung erzielte. Am 23. Oktober erzielte er beim 2:2-Unentschieden gegen die Wolverhampton Wanderers sein erstes Saisontor. Obwohl die Leihfrist bis zum Saisonende laufen sollte, kehrte Afobe schon im Januar 2013 zum FC Arsenal zurück.
Im Februar 2013 wurde Afobe an den FC Millwall ausgeliehen, doch nach nur fünf Spielen für die Lions warf ihn eine Knieverletzung zurück und er war bis zum Ende der Leihfrist nicht mehr einsatzfähig. Am 30. Januar 2014 wurde Afobe bis zum Saisonende an Sheffield Wednesday verliehen. Nach zwölf Ligaspielen und zwei Treffern bis zum Saisonende, wurde er für die Spielzeit 2014/15 an Milton Keynes Dons ausgeliehen.
Nachdem Afobe in der Hinserie in 30 Pflichtspielen für MKD 19 Tore erzielt hatte, wechselte er im Januar 2015 zum Zweitligisten Wolverhampton Wanderers in die Sky Bet Championship. Die Wolves überweisen rund 2,5 Millionen Euro an seinen Stammverein FC Arsenal. Der Angreifer spielte danach eine sensationelle Rückrunde und sorgte dafür, dass die Wolves beinahe den Sprung in die Playoffs geschafft hätten. Am Ende verpassten sie die Playoffs nur aufgrund des schlechteren Torverhältnisses. Bei den Wolves bildete er mit Bakary Sako und Nouha Dicko ein schier perfektes Trio. Die Fans widmeten denen dreien einen eigenen Song, der bei den Spielen gesungen wurden.
In der Transferperiode 2015/16 wollte Premier-League-Aufsteiger Norwich City rund 13 Millionen Euro für den Angreifer an die Wolves überweisen. Doch der Verein lehnte ab. Nach starken Leistungen im Herbst mit neun Toren in 25 Spielen wechselte er Anfang Januar in die Premier League. Bei Aufsteiger AFC Bournemouth unterschrieb der Stürmer einen Vertrag bis Juni 2020. Die Ablöse soll bei 13,3 Millionen Euro liegen, womit Afobe zum teuersten Einkauf der Cherries avancieren würde. Anfang 2018 wurde er an seinen ehemaligen Verein Wolverhampton Wanderers verliehen. Diese verpflichteten ihn im Anschluss fest. Afobe wurde direkt an Stoke City verliehen. Auch diese erwarben die Transferrechte nach Ablauf der Leihe. Ab 2019 folgten Leihen zu Bristol City, Trabzonspor und dem FC Millwall. Nach der erfolgreichen Ausleihe an Millwall mit zwölf Treffern in der EFL Championship 2021/22, verpflichtete der Zweitligist Benik Afobe Ende Juni 2022 auf fester Vertragsbasis. Im Januar 2023 wurde der Vertrag aufgelöst.

### Nationalmannschaft
Afobe führte die englische U-12-Nationalmannschaft bei der Junioren-Weltmeisterschaft 2005 in Frankreich als Kapitän an. 2008 gehörte er zum Kader, welcher das Victory Shield begann, wo er vier Tore in drei Spielen erzielte. Damit stellte er den Rekord für die meisten Treffer in der U-16 von Michael Owen ein.
Mit der U-17-Nationalmannschaft gewann er im Mai 2010 die U-17-Fußball-Europameisterschaft. Im August 2010 wagte er den Sprung in die U-19-Nationalmannschaft. Im Juni 2011 gehörte er zum U-20-Kader für die U-20-Fußball-Weltmeisterschaft in Kolumbien, wurde aber vom FC Arsenal zurückgerufen, um die Saisonvorbereitung mit den Profis zu absolvieren.
Am 13. November 2012 debütierte er in der englischen U-21-Nationalmannschaft gegen Nordirland und erzielte auch gleich ein Tor.

## Persönliches
Sein Vater kam 1990 aufgrund der politischen Unruhen in Kongo nach England. Afobe besuchte die Monteagle Primary School und die Jo Richardson Community School, beide in Dagenham. Er hat zwei Schwestern und einen Bruder.

## Titel und Erfolge
FC Arsenal
- Premier Academy League: 2009/10

FC Reading
- Football League Championship 2011/12

Nationalmannschaft
- Victory Shield: 2008
- U-17-Fußball-Europameisterschaft 2010